# 理藩院
理藩院（りはんいん、満洲語：ᡨᡠ᠋ᠯᡝᡵᡤᡳ
ᡤᠣᠯᠣ ᠪᡝ
ᡩᠠᠰᠠᡵᠠ
ᠵᡠᡵᡤᠠᠨ　転写 : tulergi golo be dasara jurgan、モンゴル語：ᠭᠠᠳᠠᠭᠠᠳᠤ
 ᠮᠣᠩᠭᠣᠯ ᠤᠨ
ᠲᠥᠷᠥ ᠶ᠋ᠢ
ᠵᠠᠰᠠᠬᠤ
ᠶᠠᠪᠤᠳᠠᠯ ᠤᠨ
ᠶᠠᠮᠤᠨ　転写 :γadaγdu mongγul un törü-ji jasaqu jabudal-un jamun）は、清朝において諸藩部に関する行政事務統轄を目的に設置された官署。

## 概説
太宗により平定後の内蒙古の間接統治を目的に設置された蒙古衙門（monggo jurgan）を前身とする。崇徳3年（1638年）に理藩院と改称された。当初、長官には承政、次官には左右参政が設置されたが、順治元年（1644年）に承政を尚書、参政を侍郎とそれぞれ改称されている。順治16年（1659年）には礼部管轄、順治18年（1661年）からは独立した官署となる。
清朝の版図が外蒙古、青海、西蔵、新疆へと拡大するに伴い、これらの地域は藩部と称され、理藩院に統轄されるようになる。理藩院の職務としては諸藩部の朝貢・封爵・俸禄・会盟・駅伝・互市・裁判などが挙げられる。咸豊10年（1861年）に総理各国事務衙門が設置される以前はロシアとの外交・貿易関連事務についてもその職務としていた。
光緒32年（1906年）の官制改革により理藩部と改称、宣統3年（1911年）に内閣制度が創設されると、尚書は大臣、侍郎は副大臣に改められた。

## 機構
尚書（aliha amban）：定員1名、従一品
院内の全ての行政事務の統括
侍郎（ashan i amban）：定員3名、従二品
左右侍郎は満洲人が就任、蒙古侍郎はモンゴル人のベイレ（貝勒）より選出された
郎中（icihiyara hafan）：定員12名、正五品
宗室1名、満洲人3名、モンゴル人8名により構成。院内各司事務を担当した。
員外郎（aisilakū hafan）：36名、従五品
宗室1名、満洲人10名、モンゴル人25名により構成。一般的に閑職。
堂主事：6名
満洲人2名、モンゴル人3名、漢人1名により構成
校正漢文官：2名
漢人より就任。文書の翻訳を担当
司務（takūrabure hafan）：2名
満洲人1名、モンゴル人1名により構成
主事（ejeku hafan）：各司10名
それぞれ満洲人2名、モンゴル人8名より構成。
銀庫司官（5名）
満洲人より就任
司庫（ulin i da）：5名
満洲人より就任
司使：5名
満洲人より就任
筆帖式（bithesi）：95名
満洲人34名、モンゴル人55名、漢人6名により構成。奏章翻訳、文書管理、満蒙漢文の校注を担当
このほか補助官員として147名が定員とされた